# Natal Sangrento
Natal Sangrento (em turco: Kanlı Noel) é um termo usado principalmente, mas não exclusivamente, na historiografia cipriota turca, referindo-se à retomada da violência intercomunitária entre os cipriotas gregos e os cipriotas turcos durante a crise cipriota de 1963-64, na noite de 20-21 de dezembro de 1963 e o subsequente período de violência em toda a ilha equivalendo a uma guerra civil. O número de mortos em todo o conflito entre dezembro e agosto é de 364 cipriotas turcos e 174 cipriotas gregos; Destes, 136 cipriotas turcos e 30 cipriotas gregos foram mortos no período inicial entre 21 de Dezembro e 1 de Janeiro. Aproximadamente 25 000 cipriotas turcos de 104 aldeias, o que equivale a um quarto da população cipriota turca, fugiram de suas aldeias e foram deslocados para enclaves. Milhares de casas cipriotas turcas deixadas para trás foram saqueadas ou completamente destruídas. Cerca de 1 200 cipriotas armênios e 500 cipriotas gregos também foram deslocados. Este episódio inicial de violência durou até 31 de Dezembro e foi um pouco moderado com o início das conversações de paz na Conferência de Londres, mas as explosões de violência continuaram depois disso.  A violência precipitou o fim da representação cipriota turca na República de Chipre.